# Gunilla Linde Bjur

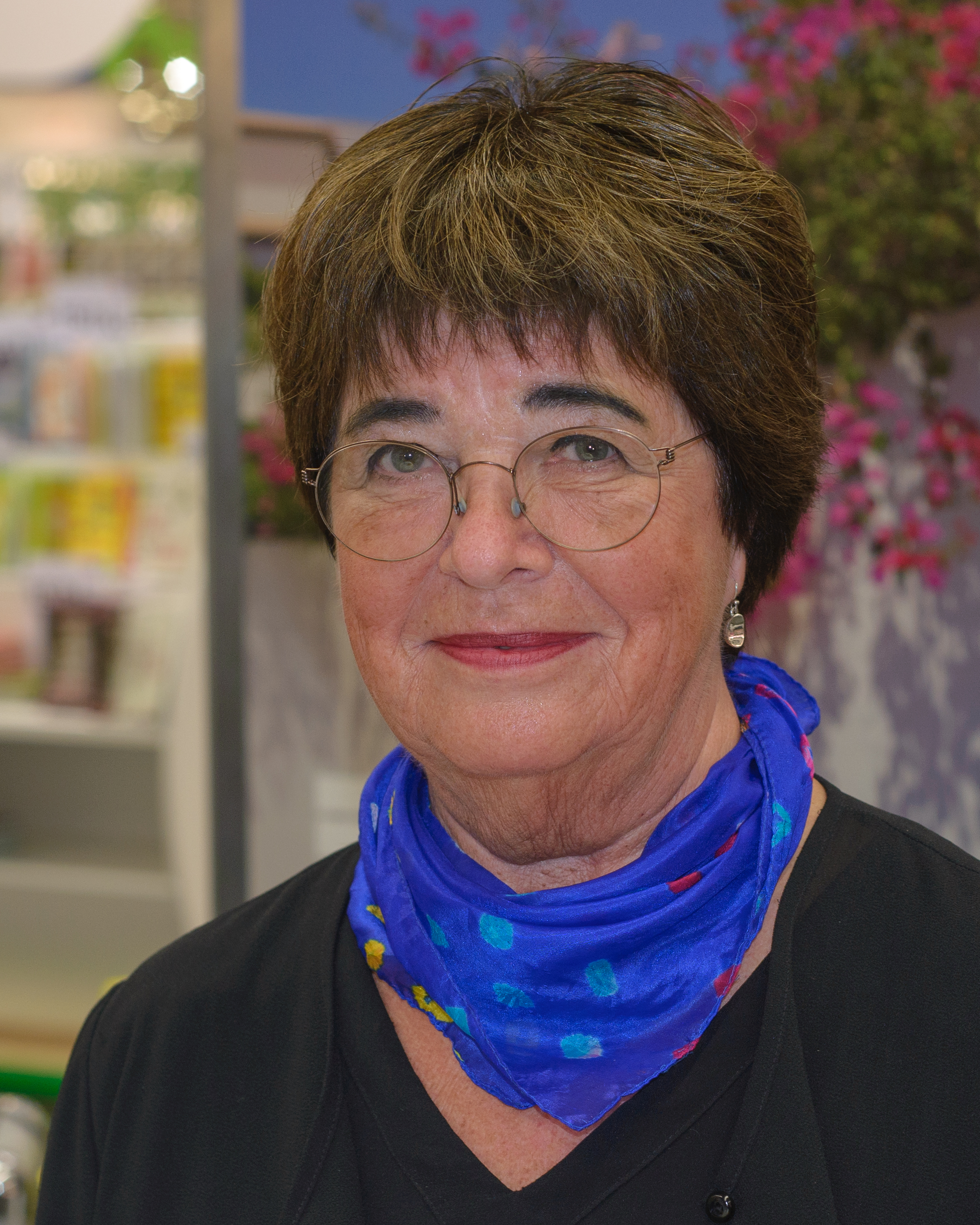
Gunilla Linde Bjur (2016).

Isa Gunilla Linde Bjur, född 24 maj 1946 i Sundsvalls församling, är en svensk arkitekt och professor emerita vid Chalmers tekniska högskola.
Hon skrev sin avhandling om arkitekten Adolf W. Edelsvärd 1999. Hon hedrades med Olle Engkvist-medaljen 2011 ”för många års förmedling av forskning om arkitektur”. 
Linde Bjur har skrivit ett flertal böcker om arkitektur bland andra, Stationshus: järnvägsarkitektur i Sverigeutgiven 2010 och Arkitekter och fasader: Göteborg 1850–1920 utgiven 2013. Boken Rom: arkitektur och stad, skriven och fotograferad tillsammans med hennes make Hans Bjur, utkom hösten 2015.